# Das Absolute
Das Absolute (von lat. absolutum, „das Losgelöste“) ist ein Begriff, der in vielen Bereichen der Theologie und Philosophie Verwendung findet und das völlige Enthobensein von allen (einschränkenden) Bedingungen oder Beziehungen bezeichnet.
In der philosophischen Tradition ist der Begriff eng verwandt mit dem des Unbedingten.

## Das Absolute in der abendländischen Tradition

### Antike und Mittelalter
Auch wenn in der griechischen Philosophie ein genaues Äquivalent für den Ausdruck des Absoluten fehlte, schloss man dort aufgrund der durchgängigen Bedingtheit alles Seienden (Kontingenz) auf eine oberste, selbst nicht wieder bedingte Bedingung.
So fragten bereits die Vorsokratiker nach der Archē, einem nicht mehr auf anderes zurückführbaren Ursprung der Dinge. Nach Platon ist dieses als höchstes Gutsein zu bestimmen, weil erst in ihm ein letztes Umseinerselbstwillen gedacht werden kann, welches das wahrhafte Unbedingte, das Anhypotheton ist (Politeia 511b). Das Gute ist der letzte Grund bzw. die erste Ursache aller Dinge und aller Erkenntnis und das höchste Ziel des Strebens.
Gelegentlich wird bereits bei den Kirchenvätern (Tertullian, Hieronymus) Gott als das „höchste Gut“ mit dem Prädikat „absolut“ (lat. absolutum) bestimmt. Ab Anselm von Canterbury (Monologion) wurde es direkt mit Gott gleichgesetzt. Er sagt vom göttlich substantiellen Geist, dass nur er absolut sei (qui solus absolutus est, Monologion 28). Erst bei Nicolaus von Cues wird das Absolute bewusst thematisiert und als metaphysische Grundkategorie eingeführt.
In der Scholastik wird die Lehre vom Absoluten im Rahmen der Natürlichen Theologie stark ausgebaut, insbesondere von Thomas von Aquin.

### Neuzeit

#### Spinoza
Grundlegend für die Geschichte des Begriffs des Absoluten ist die Philosophie Baruch de Spinozas, an dessen Gottesbegriff zahlreiche Philosophen der Neuzeit in zustimmender oder ablehnender Haltung anknüpfen (z. B. Friedrich Heinrich Jacobi, Moses Mendelssohn, Gotthold Ephraim Lessing, Immanuel Kant, Johann Gottlieb Fichte, Friedrich Wilhelm Joseph Schelling, Georg Wilhelm Friedrich Hegel, Franz von Baader, Søren Kierkegaard).
Im ersten Teil von Spinozas Ethik (De Deo) definiert der Philosoph Gott als das absolut unbegrenzte Sein, das heißt, die Substanz (ens absolute infinitum, hoc est, substantiam), die durch unbedingte Macht (absolute potentiam) „unbedingt existiert“ (absolute existit). Das Absolute ist darüber hinaus „unendlich“' und „unteilbar“ (absolute infinita est indivisibilis) und die unbedingt erste Ursache (absolute causam primam).
Aus Gott fließt alles (omnia necessario effluxisse) als unbedingt bestimmt und abhängig (omnia ex necessitate divinae naturae determinata sunt), und nichts (res nulla) in der Natur konnte anders werden, als es ist.

#### Kant
Immanuel Kant bestimmt in der Kritik der reinen Vernunft das Absolute als das Unbedingte in der Erkenntnis. In der Transzendentalen Analytik versucht er nachzuweisen, dass durch die Verstandesbegriffe (Kategorien) kein Unbedingtes der Erkenntnis erreicht werden kann. Kant erklärt, dass die Vernunft bestrebt ist, alle Verstandeshandlungen „in ein absolutes Ganzes zusammen zu fassen“ (KrV B 383). Dies nennt Kant die Vernunftbegriffe bzw. die transzendentalen Ideen. Sie sollen „die absolute (unbedingte) Einheit des denkenden Subjekts“, „die absolute Einheit der Reihe der Bedingungen der Erscheinung“ und „die absolute Einheit der Bedingungen aller Gegenstände des Denkens überhaupt“ ermöglichen (KrV B 391). Der „objektive“ Gebrauch (vgl. KrV B 383) dieser drei transzendentalen Ideen führt zu unauflösbaren Widersprüchen. Das Absolute ist so für die theoretische Vernunft ein „regulatives Prinzip“ zum Zweck „der systematischen Einheit der Sinnenwelt“ (KrV B 707).
In der Kritik der praktischen Vernunft bestimmt Kant das Unbedingte als den Bestimmungsgrund des Willens, der im moralischen Gesetz gegeben ist. Es ist dort eine regulative Idee, um Moralität und Glückseligkeit zusammenzubringen, was für Kant das „höchste Gut“  (KpV, 5, 108) darstellt.

#### Schelling
Für Friedrich Schelling stellt das Absolute den Kernbegriff seiner Philosophie dar. In seiner frühen, von Kant und Fichte geprägten Schrift Vom Ich als Princip der Philosophie oder über das Unbedingte im menschlichen Wissen (1795) versteht er darunter den „letzten Realgrund unseres Wissens“, den er wie Fichte im „absoluten Ich“ verortet (SW V, S. 160) und identisch mit Gott setzt. Die Erkenntnis des Absoluten ist dabei nicht in der theoretischen Philosophie möglich, sondern nur in „praktischer Annäherung zum Absoluten“.
Mit den Philosophischen Briefen über Dogmatismus und Kriticismus und der Ausbildung der Identitätsphilosophie, in denen Schelling die Philosophie Kants und Spinozas zu vereinen sucht, bestimmt er das Absolute als die „absolute Identität“ von Erkennen und Sein.
Die Welt ist ursprünglich entzweit mit Gott, was aber durch Spekulation wieder aufgehoben und auf eine höhere Stufe gebracht werden kann.
Die „Endabsicht der Geschichte“ ist die „vollendete Versöhnung und Wiederauflösung in die Absolutheit“.
In der Identitätsphilosophie wird das Absolute in der „intellektuellen Anschauung“ erkannt.
Sie stellt die gemeinsame Quelle für die beiden Grundwissenschaften der Philosophie, die Natur- und Transzendentalphilosophie dar.
Die Transzendentalphilosophie hat „das Reelle dem Ideellen unterzuordnen“; die Naturphilosophie, „das Ideelle aus dem Reellen zu erklären“.
Die Kunst ist für Schelling die Darstellung „der Formen der Dinge […] wie sie im Absoluten sind“.
Sie hebt die „unendliche Entzweiung“ in der „ästhetischen Produktion“ auf.

#### Schopenhauer
In der Welt als Wille und Vorstellung (im Anhang zur "Kritik der Kantischen Philosophie" des ersten Bandes) kritisiert Arthur Schopenhauer den Begriff des Absoluten. Ihm zufolge ist Notwendigkeit immer relativ, nämlich zu einem zureichenden Grund; folglich kann nichts absolut notwendig, ohne Grund notwendig sein. Der sinnlose Begriff des Absoluten entstehe durch die Wegnahme des zureichenden Grundes aus der Kausalitätsbeziehung, sodass nur die notwendig aus dem zureichenden Grund resultierende Folge verbleibe. Dies widerspreche jedoch dem Satz vom zureichenden Grunde, dass nämlich jedes Ding, das ist, kraft eines zureichenden Grundes ist, das es sei.

## Das absolute Nichts der Kyōto-Schule
Im Gegensatz zur abendländischen Tradition des Absoluten in der Ontologie als Absolutes Sein wurde das Absolute in der Philosophie der Kyōto-Schule als Absolutes Nichts (絶対無, zettai-mu) gefasst. Die von Nishida Kitarō, Tanabe Hajime, Nishitani Keiji und anderen Vertretern der Kyōto-Schule formulierten Gedanken gaben in der Folge Anstoß zu einem religionsphilosophischen Ansatz des christlich-buddhistischen Dialogs, der auf die buddhistischen Topoi der Leere bzw. Nicht-Substantialität allen Seins (Shunyata) und des Nicht-Selbst (Anatta) einerseits und andererseits auf die christliche Mystik (wie bei Meister Eckhart) und die Tradition der negativen Theologie zurückgriff.